# Copenhagen Cowboy
Copenhagen Cowboy är en dansk kriminaldramaserie från 2023. Första säsongens sex avsnitt släpptes på Netflix den 5 januari 2023, samtliga i regi av Nicolas Winding Refn. Innan den släpptes på Netflix hade serien haft världspremiär på filmfestivalen i Venedig 2022.
Serien handlar om Miu. Hon rör sig genom Köpenhamns undre värld och förmodas ha övernaturliga krafter som hennes omgivning försöker utnyttja för sina egna syften.
Kritiker berömde seriens visuella flärd men kritiserade dess berättarmässiga egenskaper. Julia Finnsiö beskrev den som ”visuellt överdådig” men ”trög som sirap”.

## Rollista (i urval)
- Angela Bundalovic – Miu